# Рокишкский краеведческий музей
Рокишкский краеведческий музей (лит. Rokiškio krašto muziejus) — музей в городе Рокишкис, Литва.
Расположен во дворце бывшей усадьбы семейств Тизенгауз и Пшездецких, памятнике архитектуры XIX-XX веков.

## История
Основан в 1933 году группой энтузиастов. Первые музейные фонды составляли экспонаты, собранные в округе учителями и учениками, а так же экспонаты из Рокишкской гимназии. К 1939 году в фондах музея было скоплено 1046 экспонатов.
В 1940 году с приходом советской власти усадьба Рокишкис была национализирована, в главном здании открылся краеведческий музей. В декабре 1940 г. во дворце разместился полк Красной армии. В 1941 г. самые ценные работы живописи и графики были переданы Каунасскому музею культуры. В 1942 г. по требованию гитлеровцев музей выселен из дворца, а экспонаты перенесены в подсобные помещения. В 1948 году дворец был передан Рокишкскому совхозу, а музей перенесён в маленький деревянный костёл на улице Витауто. В 1952 году в отреставрированной усадьбе вновь был открыт музей. С 1989 года директором музея является Нийоле Шнёкене (лит. Nijolė Šniokienė).
В 2006–2012 гг. был реализован проект «Адаптация усадьбы Рокишкис к туристическим потребностям», в ходе которого были реконструированы четыре здания ансамбля усадьбы, построены современные складские помещения, выставочные залы, реконструированы и спроектированы инженерные сети. В 2010 году Рокишкский краеведческий музей получил приз от Министерства культуры Литовской Республики за проекты детского и молодежного культурного образования. Музей и ансамбль поместья Рокишкис стал самым привлекательным туристическим направлением в Литве в 2011 году и был удостоен премии Европейской комиссии. 
В 2012 году в ходе голосования, проведенного Министерством культуры Латвии, музей был признан Музеем 2012 года.

## Коллекции
В экспозиции Краеведческого музея находятся около 90 000 экспонатов. В музее можно увидеть археологические находки: изделия из камня, бронзы, железа, часть из которых найдена при раскопках Юоденского городища (I—XII вв.) и Норкунайского могильника (VI—VII вв.). В музее хранится обширный материал по истории и культуре Рокишкского края: множество книг, документов и печатных изданий, монет и банкнот разных периодов, экспонаты изобразительного и прикладного искусства, коллекция одежды, архивные материалы и фотографии имения, фонд народного искусства, в котором исключительное место занимают резные изделия литовского скульптора Лёнгинаса Шяпки.
В залах музея представлены следующие экспозиции:
- История Рокишкского края
- Рокишкская усадьба в XIX-XX вв.
- Резные фигуры Ленгинаса Шяпки

Музей работает ежедневно с 10.00 до 18.00 кроме понедельника.